# Hustaler

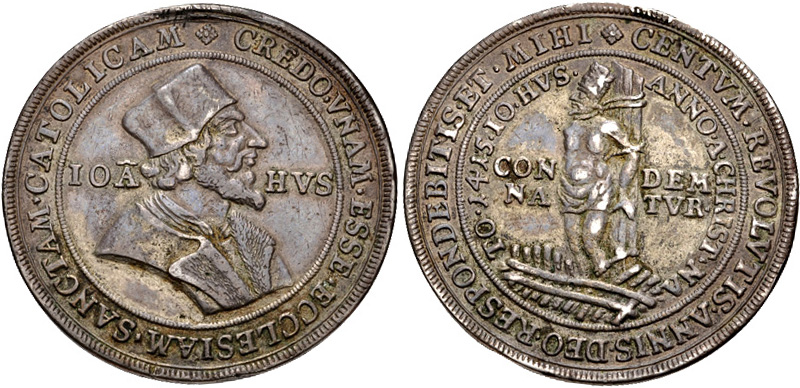
Hustaler, unsignierte Silbergussmedaille um 1717

Hustaler, Schreibweise auch Hußtaler, ist die Bezeichnung für eine talerförmige Medaille zum Gedenken an den böhmischen Reformator Jan Hus, der 1415 in Konstanz als „Ketzer“ verbrannt wurde. Die zahlreichen Nachgüsse und der fast 200-jährige Herstellungszeitraum zeugen von großem Interesse an diesen geprägten und als Guss ausgeführten Stücken, die alle Privatausgaben sind.

## Medailleure

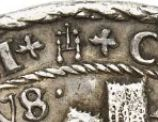
Signatur (Monogramm) des Hustalers um 1537

In Nachschlagewerken ist größtenteils angegeben, dass die von Ludwig Neufarer und Hieronymus Magdeburger signierte Silbermedaille erstmals um 1537 in Talergröße geprägt wurde. In Katalogen wird diese Signatur meistens nur der Werkstatt von Hieronymus Magdeburger zugewiesen.
Das Münzkabinett in den Staatlichen Museen zu Berlin nennt Hieronymus Dietrich als Medailleur der ersten – heute seltenen – Medaillenprägungen und bezieht sich dabei auf eine Mitteilung von Viktor Kratz aus dem Jahr 1936, in der er das Monogramm auf den ersten Prägungen nicht Hieronymus Magdeburger, sondern Hieronymus Dietrich zuweist.
Hieronymus Dietrich war der fruchtbarste Stempelschneider der erzgebirgischen Medaille im zweiten Viertel des 16. Jahrhunderts.
Eine seltene Nachprägung des sogenannten Hustalers mit der Signatur CIL am Brustbildabschnitt ist von Christoph Jakob Leherr oder Lehenherr (* 1656; † 1707), dem Stempelschneider, der nach 1683 bis 1707 in Augsburg tätig war, als Falschmünzer zum Tode verurteilt und in Öl gesotten oder nach anderer Quelle enthauptet wurde. Seine Prägung diente wahrscheinlich als Vorlage für die Silbergussmedaillen um 1717, die mit großer Wahrscheinlichkeit aus der Werkstatt von Christian Wermuth stammen. Wermuth war seit 1686 an der Gothaer Münze als Münzgraveur und Medailleur bis zu seinem Tod im Jahr 1739 tätig. Er besaß das Privileg für die Herstellung von Medaillen in eigener Werkstatt.

## Beschreibung der Gussmedaille
Die hier abgebildete unsignierte Silbergussmedaille (Durchmesser 41 mm, Gewicht 21,54 g) ist nach einem geprägten Original höchstwahrscheinlich von Christian Wermuth um 1717 hergestellt worden. Die Münzaufschrift und das Motiv der Medaille sind mit den geprägten Originalen des Stempelschneiders Christoph Jakob Leherr identisch.

### Vorderseite
Die Vorderseite zeigt das Brustbild des Reformators Jan (Johannes) Hus mit hoher Kappe.
- Umschrift:
CREDO. VNAM. ESSE. ECCLESIAM. SANCTAM. CATOLICAM
Übersetzung lt. Münzkabinett, Staatliche Museen zu Berlin: Ich glaube an eine einzige heilige katholische Kirche.
Übersetzungsvariante von Cyprianus (1719): Ich glaube daß eine allgemeine heilige Catholische Kirche sey.[12]

Zu beiden Seiten des Brustbilds ist der Name des Reformators IOA – HVS geteilt aufgeprägt.

### Rückseite
Auf der Rückseite ist Hus mit der Ketzermütze im Scheiterhaufen stehend an einem Pfahl gebunden dargestellt.
- In der Umschrift außen der Spruch:
CENTVM. REVOLVTIS. ANNIS. DEO. RESPONDEBITIS. ET. MIHI
Übersetzungsvarianten:
Wenn hundert Jahre vergangen sind, werdet ihr Gott und mir antworten.[14]
Nach Verlauf von hundert Jahren werdet ihr Gott und mir Rechenschaft ablegen.[15]

Dieser Spruch wurde nachträglich als prophetische Vorhersage der Reformation aufgefasst. Er ist jedoch von Hus nicht geäußert worden.
- Umschrift innen:
ANNO. A. CHRIST(o). NA. – TO. 1415. IO(hannes). HVS. und die Aufschrift im Münzbild zu beiden Seiten des Verurteilten: CON – DEM / NA – TVR.
Übersetzung: Johann Hus im Jahr 1415 nach Christi Geburt erfolgter Verurteilung

## Erläuterung
Jan (Johannes) Hus (geb. um 1370 in Husinec in Südböhmen, gest. am 6. Juli 1415 in Konstanz) war Rektor der Karls-Universität, seit 1402 zugleich Prediger an der Bethlehemskapelle in Prag. Er kämpfte für tiefgreifende Reformen der Kirche und Gesellschaft. Am 6. Juli 1415 wurde er in Konstanz als Erzketzer (Häretiker) verbrannt, weil er seine Lehren während des Konzils von Konstanz nicht widerrufen wollte. Die Verurteilung erfolgte trotz Zusicherung freien Geleits durch König Sigismund.
Die Ausgabe der Medaille wurde durch die lutherische Reformation veranlasst.

### Die Prophezeiung
In der „Monatliche Unterredung …“ von 1694, herausgegeben von Thomas Fritsch, bezweifelte Pompejus (* 1591, † 1659), dass der Spruch in der Umschrift der Rückseite des Hustalers CENTVM. REVOLVTIS. ANNIS. DEO. RESPONDEBITIS. ET. MIHI (Übersetzt: Wenn hundert Jahre vergangen sind, werdet ihr Gott und mir antworten.) von Hus stammt: „Ich will leicht zugeben / sprach Pompejus / das alle diese Medaillen in Böhmen gepräget worden / aber daß es Husssi Worte sind / zweiffele ich sehr. […] Es sind zwey Prophezeyungen vom Hussen bekannt / die mit nichten zu confundiren […]. Die erste ist die von der Ganß und dem Schwan, welche Lutherus selbst auff sich gezogen hat.“ Darin heißt es: „Sie werden itzt eine Gans braten / (denn Huß heist eine Gans) aber über 100. Jahren werden sie einen Schwan singen Hören / den sollten sie ungebraten lassen.“ Luther erklärt dazu, „das Hus solches aus dem Gefängniß in Böhmer-Land geschrieben“ habe. „Die andere Prophezeyung Hussens / ist nun die obige von der nach 100. Jahren bevorstehenden Rechtfertigung. […] Je länger ich die Sache und Umstände erwege“,[…] so Pompejus, „je ungewisser ich werde. Denn ich wolte nicht gern sagen / daß die Böhmen des Hussi und Hieronymi Prophezeyungen confundiret; und gleichwol finde ich in Hussi Schrifften […] nichts von den 100. Jahren.“

### Lessers Erläuterung zum Vorder- und Rückseitenbild

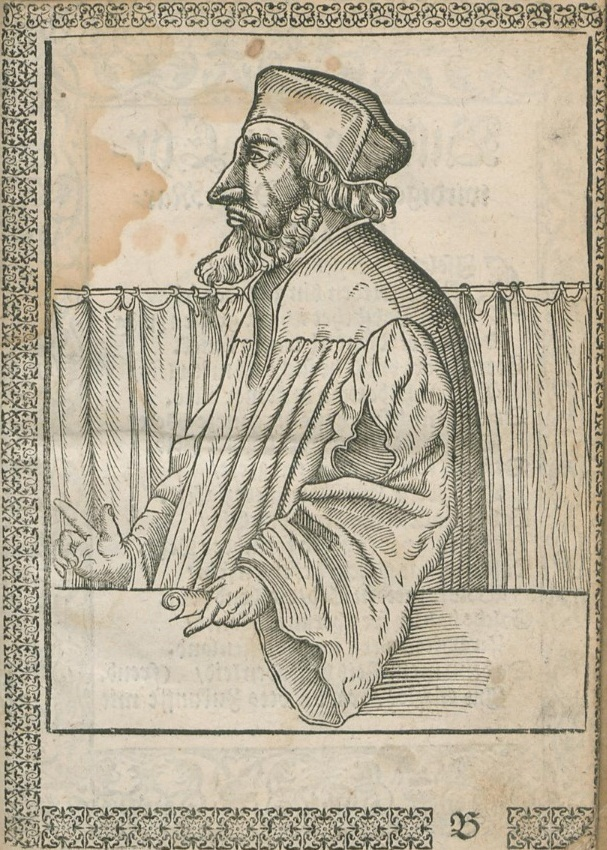
Bildnis Jan Hus' um 1562

Friedrich Christian Lesser beschrieb 1739 das Medaillenbildnis von Jan Hus:
– „hagere Gestalt […] mit einer spitzigen Nase, einem Knebel-Barthe“ an der Oberlippe „und einem Barthe, welcher von den Ohren herab, unten an denen Wangen nach dem Kinne gehet, und da selbst spitzig auslaufet“.
Laut Lesser gibt es ein „aus Craslaw in Böhmen“ stammendes Bild „mit der Abbildung Johann Hußens […] nebst Joh. Ziska, der den Hußiten-Krieg geführet“. […] „Ob dieses Bildniß […] am Alter gemahlet worden“, so Lesser, „kann ich in Ermangelung gewisser Nachricht nicht sagen. Das aber ist gewiß, daß es mit alten Kupfer-Stichen, welche Hußens Gesichts-Bildung zeigen, übereinkomme.“ Im Medaillenbildnis trägt Huss auf seinem Haupt „nach alter Manier ein Paret“.
Zum Rückseitenbild der Medaille erklärt Lesser, dass Hus „nacket so wol mit dem Halse, als auch mit den Händen durch Stricke rückwärts an 3. Pfäle gebunden, und nur einen Schurz um die Lenden hat. Unter ihm ist der Scheiter-Hauffen“.